# Pampilhosa da Serra
Pampilhosa da Serra – miejscowość w Portugalii, leżąca w dystrykcie Coimbra, w regionie Centrum w podregionie Pinhal Interior Norte. Miejscowość jest siedzibą gminy o tej samej nazwie.

## Demografia
| Liczba ludności gminy Pampilhosa da Serra (1801–2011) | Liczba ludności gminy Pampilhosa da Serra (1801–2011) | Liczba ludności gminy Pampilhosa da Serra (1801–2011) | Liczba ludności gminy Pampilhosa da Serra (1801–2011) | Liczba ludności gminy Pampilhosa da Serra (1801–2011) | Liczba ludności gminy Pampilhosa da Serra (1801–2011) | Liczba ludności gminy Pampilhosa da Serra (1801–2011) | Liczba ludności gminy Pampilhosa da Serra (1801–2011) | Liczba ludności gminy Pampilhosa da Serra (1801–2011) | Liczba ludności gminy Pampilhosa da Serra (1801–2011) |
| ----------------------------------------------------- | ----------------------------------------------------- | ----------------------------------------------------- | ----------------------------------------------------- | ----------------------------------------------------- | ----------------------------------------------------- | ----------------------------------------------------- | ----------------------------------------------------- | ----------------------------------------------------- | ----------------------------------------------------- |
| 1801                                                  | 1849                                                  | 1900                                                  | 1930                                                  | 1960                                                  | 1981                                                  | 1991                                                  | 2001                                                  | 2004                                                  | 2011                                                  |
| 3 260                                                 | 4 163                                                 | 12 426                                                | 13 459                                                | 13 372                                                | 7 493                                                 | 5 797                                                 | 5 220                                                 | 4 756                                                 | 4 481                                                 |

## Sołectwa
Sołectwa gminy Pampilhosa da Serra (ludność wg stanu na 2011 r.):
- Cabril (231 osób)
- Dornelas do Zêzere (682)
- Fajão (233)
- Janeiro de Baixo (669)
- Machio (126)
- Pampilhosa da Serra (1389)
- Pessegueiro (228)
- Portela do Fojo (381)
- Unhais-o-Velho (458)
- Vidual (84)